# Scathophaga exalata
Scathophaga exalata är en tvåvingeart som beskrevs av Ozerov 1997. Scathophaga exalata ingår i släktet Scathophaga och familjen kolvflugor. Inga underarter finns listade i Catalogue of Life.